# Södregöl (Slätthögs socken, Småland)
Södregöl är en sjö i Alvesta kommun i Småland och ingår i Lagans huvudavrinningsområde.